# Silver goal
Il silver goal (gol d'argento in inglese) è stata una regola del calcio applicata dall'UEFA tra il 2003 e 2004.

## Regolamentazione
La regola fu introdotta nel 2003, concepita come un'alternativa al più noto golden goal nato dieci anni prima. L'adozione di tale criterio fu motivata dal fatto che la regola precedente, studiata per incentivare un gioco più offensivo, aveva sortito l'effetto opposto, in quanto le squadre tendevano a chiudersi in difesa per evitare di farsi segnare un gol che ne avrebbe istantaneamente determinato la sconfitta. Era applicata durante i tempi supplementari, in caso di gare a eliminazione diretta.
A differenza del golden goal, che quando veniva segnata una rete nei tempi supplementari poneva immediatamente fine all'incontro e consegnava la vittoria alla squadra marcatrice, il silver goal influiva solo in parte sul proseguimento della partita: se al termine della prima frazione supplementare una squadra era riuscita a passare in vantaggio, la sfida si concludeva con la vittoria di tale squadra, mentre in caso di risultato ancora in parità al termine del primo tempo supplementare la gara proseguiva con il secondo tempo supplementare (che veniva giocato per intero) e gli eventuali tiri di rigore.

## Storia
L'UEFA adottò la regola nella primavera 2003, applicandola nelle finali di Coppa UEFA e UEFA Champions League della stagione ancora in corso. Nel febbraio dell'anno seguente fu comunicata l'abolizione sia del golden goal che del silver goal al termine del successivo campionato d'Europa 2004; da allora i tempi supplementari vengono sempre giocati entrambi per intero, a prescindere dalle eventuali reti segnate.

## Partite decise alsilver goal

### Partite tra nazionali
| Vincitrice | Perdente  | Risultato | Minuto | Partita                                 | Data           | Note  |
| ---------- | --------- | --------- | ------ | --------------------------------------- | -------------- | ----- |
| Grecia     | Rep. Ceca | 1 - 0     | 105+1' | Semifinale del campionato d'Europa 2004 | 1º luglio 2004 | [ 7 ] |

### Partite tra club
| Vincitrice | Perdente  | Risultato | Minuto | Partita                                                  | Data           | Note  |
| ---------- | --------- | --------- | ------ | -------------------------------------------------------- | -------------- | ----- |
| Ajax       | Grazer AK | 2 - 1     | 103'   | Terzo turno preliminare della Champions League 2003-2004 | 27 agosto 2003 | [ 8 ] |